# Johan Sparre (1587–1632)
Johan Sparre, född 25 juni 1587 på Vadstena slott, död 12 augusti 1632 i Mainz i Tyskland, var ett svenskt riksråd och lantmarskalk. Han var son till rikskanslern Erik Sparre och Ebba Brahe, sonson till marsken Lars Siggesson (Sparre) och dotterson till Per Brahe d.ä. Han var gift med den skånska adelsdamen Anna Urne från 1612 och till hennes död 1620 och med Axel Oxenstiernas syster Ebba från 1624.

## Biografi
Sparre var kammarråd 1622–1625 och därefter den siste guvernören över kopparhandelskompaniet 1625–1628. Han var adelns förste kända lantmarskalk vid de båda riksdagarna 1627 och blev samma år riksråd. År 1628 sändes han på beskickning till Köpenhamn och året efter var han en av tre legater som Gustav II Adolf utsåg att representera Sverige vid fredförhandlingarna i Lübeck mellan Danmark och kejsaren, de blev dock avvisade av den senare. Han var lagman i Tiohärads lagsaga 1630 och svensk ståthållare i ärkestiftet Mainz 1632. Han blev postumt och tillsammans med sina fyra bröder Lars, Peder, Thure och Carl Sparre upphöjd till friherre 1647.
Han var bland annat ägare till Knabstrup på Själland (sålt 1622), det ärvda Bolmaryd i Annerstads socken i Småland och Vallstanäs i Norrsunda socken i Uppland som han genom sitt äktenskap med Ebba Oxenstierna kom i besittning av. Han är begraven i Norrsunda kyrka där hans änka lät bygga ett gravkor för honom.